# Agustín Álvarez
Agustín Álvarez (15 de julio de 1857, Mendoza, Argentina-15 de febrero de 1914, Mar del Plata, Argentina) fue un militar, sociólogo, moralista y educador argentino que se destaca en la denominada generación del ochenta, en el siglo XIX. Fue un importante masón junto con otros mendocinos importantes en el ámbito médico, legal, político y social.

## Datos biográficos
Agustín Álvarez nació en la ciudad de Mendoza. En el terremoto de 1861 murieron sus padres y familiares directos y se salvó junto a su hermano gemelo Jacinto Álvarez, quien sería un médico y alcanzaría la gobernación de su provincia.
En 1870 comenzó sus estudios secundarios en el Colegio Nacional de Mendoza, institución que luego llevaría su nombre. En 1876 ingresó en el Colegio Militar de la Nación ante la imposibilidad económica de realizar estudios de medicina, que reconocía como su verdadera vocación. Llegó al grado de general de brigada del Ejército Argentino.
En 1888 se recibió de abogado y se casó con Agustina Venzano, con quien tuvo seis hijos. En 1890 dictó clases de filosofía y nociones de derecho en el Colegio Nacional y comenzó a publicar artículos en El Debate, periódico de Mendoza. En 1892 fue elegido diputado nacional por la provincia de Mendoza, por lo que desde entonces residió periódicamente en la ciudad de Buenos Aires, en donde publicó artículos en el diario Tribuna.
Falleció en Mar del Plata, luego de padecer una parálisis cerebral. Sus restos se encuentran en la bóveda de Agustín Verzano y familia, en el Cementerio de la Recoleta de Buenos Aires.

## Obra literaria
Son sus obras principales: “South America” (1894), “Manual de patología política” (1899), “Ensayo sobre Educación” (1901), “¿Adónde vamos?” (1902), “La evolución del espíritu humano” (1905), “La transformación de las razas de América” (1908)], “Historia de las Instituciones libres” (1909), “Breve Historia de la Provincia de Mendoza” (1910), “La creación del mundo moral” (1913). “La herencia moral de los pueblos hispanoamericanos” (1919) y numerosos folletos sobre problemas políticos, sociológicos y éticos.

## Opiniones sobre su persona
José Ingenieros escribió: «Era un escritor social y un moralista. Los problemas políticos se reducían, en suma, para él, a problemas morales; creía imposible su solución mientras no se creara un nuevo mundo moral que subvirtiese los valores presentes. La democracia, el parlamentarismo, el sufragio, le parecíanle ficciones o fantasías en pueblos incapaces de libertad».
Leopoldo Lugones dijo: «Trátase del único moralista que hayamos tenido; y en este género dificilísimo que en aparente humildad puede llegar a lo sublime con Séneca y Marco Aurelio, da singular importancia a sus muy escasos cultores, individuos de excepción en las más ricas literaturas: así la Bruyére es único en Francia».

## Algunos escritos de Agustín Álvarez
«Nuestra enfermedad es la ignorancia; su causa, el fanatismo. El remedio es la escuela; el médico el maestro».
«La pereza, la falta de iniciativa y el exceso de vanidad, hacen preferir la importancia aparatosa que da el puesto público a la independencia personal que da el trabajo privado».
«El valor para atropellar al prójimo y la ilustración para deslumbrarlo y engañarlo son las dos llaves del porvenir para un argentino, porque son las dos cualidades que allegan más consideración pública. No es necesario ser honesto; no es necesario ser culto; no es necesario ser cuerdo; no es necesario ser activo y útil, y, en rigor, ni el talento y la ilustración son necesarios; pero es absolutamente necesario ser guapo, o siquiera deslenguado…».
«Proponerle, pues, a un individuo, a un partido, a un pueblo la imitación de otro reconocidamente mejor que él, es pedirle que vea las cosas bajo una luz que no es la suya, porque sólo viéndolas de la misma manera podría tomar en los mismos casos las mismas determinaciones de sus mejores. Darle esa luz es la cuestión, pues entonces hará lo mismo porque verá lo mismo, y lo imitará sin propósito de imitarlo. De consiguiente, crear y aumentar por la educación la conciencia moral de todos o en la mejor parte de los individuos es levantar los individuos, los partidos y los pueblos...».
«Todo niño en quien no sea posible hacer nacer o prosperar el respeto de sí, la veracidad, la honestidad, el autodominio, el espíritu de la obediencia, debe ser despedido de la escuela pública. La sociedad no debe emplear el dinero de los buenos en aumentar la capacidad de los malos…».